# Аристарх (апостол от 70)
Ариста́рх (др.-греч. Ἀρίσταρχος ὁ Θεσσαλονικεύς) — апостол от семидесяти, македонянин из Фессалоники. Умер около 67 года в Риме.
Предание относит апостола Аристарха к числу тех учеников Иисуса Христа, которых он послал с Евангельским благовестием ещё при своей земной жизни (Лк. 10:1—24). Согласно житию, Аристарх был сотрудником апостола Павла, стал епископом сирийского города Апамеи. Имя его неоднократно упоминается в книге Деяний святых апостолов (Деян. 19:29; 20:4; 27:2) и в Посланиях апостола Павла (Кол. 4:10; Флм. 1:24).
Житие сообщает о мученической кончине Аристарха при императоре Нероне (54—68 годы), одновременно со святым апостолом Павлом.

## Дни памяти
- В православном церковном календаре: 15 (28) апреля, 27 сентября (10 октября) и 4 (17) января — соборная память апостолов от 70-ти.
- В католическом: 14 апреля.